# Luis de Góngora

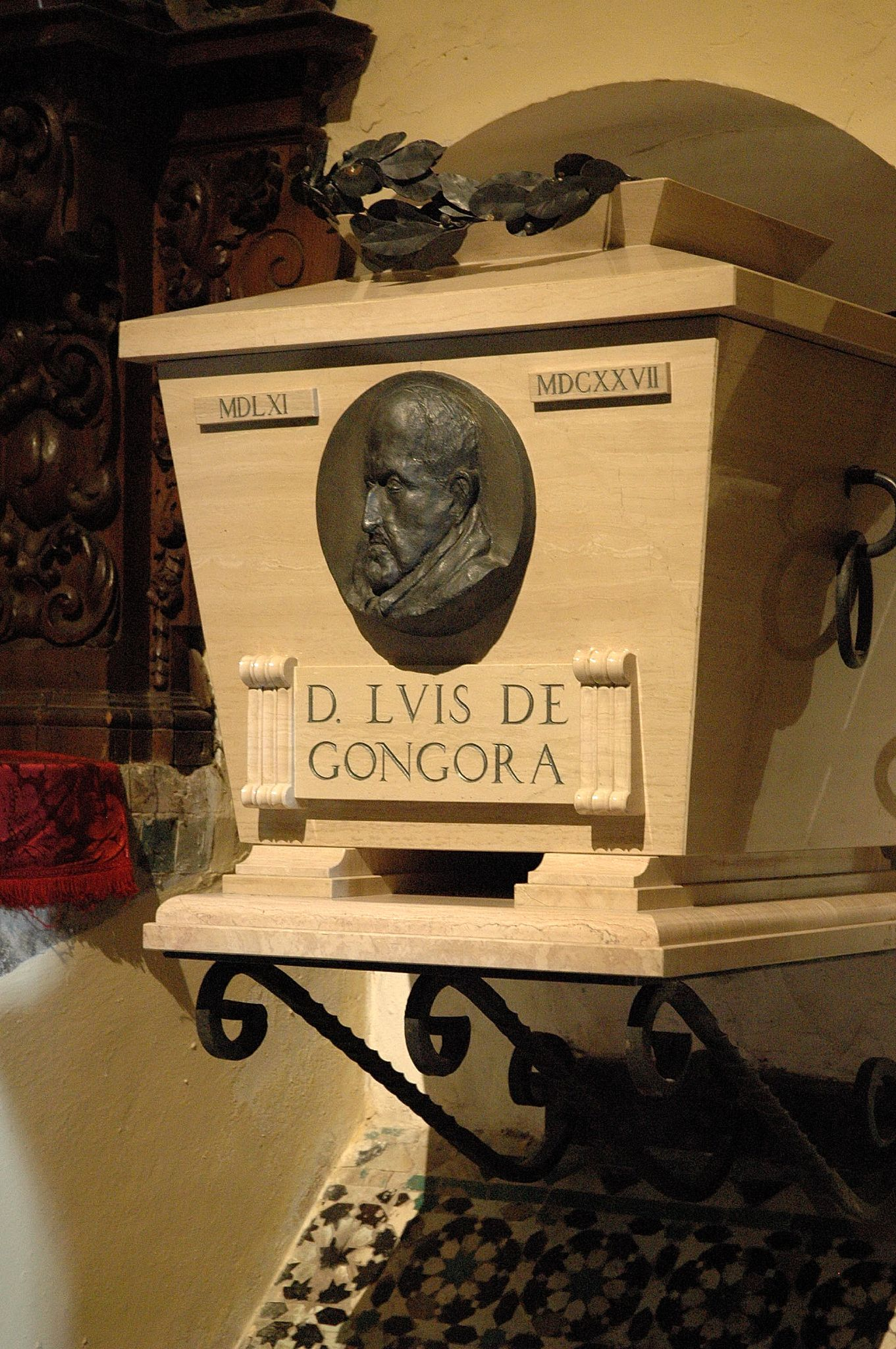
Tumba de Luis de Góngora en la Mezquita-catedral de Córdoba.

Luis de Góngora y Argote (Córdoba, 11 de julio de 1561-Córdoba, 23 de mayo de 1627) fue un poeta y dramaturgo español del Siglo de Oro, máximo exponente de la corriente literaria conocida más tarde como culteranismo o gongorismo.

## Biografía
Nació en la casa llamada de las Pavas, propiedad de su tío Francisco Góngora, racionero de la catedral, situada en el lugar que hoy ocupa el número 10 de la calle, y en el que actualmente está el Hotel Casa de La Judería, aunque siguen existiendo dudas sobre eso. Era hijo del juez de bienes confiscados por el Santo Oficio de Córdoba, don Francisco de Argote, y la dama de la nobleza Leonor de Góngora. Estudió en la Universidad de Salamanca, donde llamó la atención como poeta. Tomó órdenes menores en 1575 y fue canónigo beneficiado de la catedral cordobesa, donde fue amonestado ante el obispo Pacheco por acudir pocas veces al coro y por charlar en él, así como por acudir a diversiones profanas y componer versos satíricos. Desde 1589, viajó en diversas comisiones de su cabildo por Navarra, Andalucía (Granada y Jaén), por León (Salamanca, León) y por Castilla (Madrid, Cuenca o Toledo). Compuso numerosos sonetos, romances y letrillas satíricas y líricas, y músicos como Diego Gómez, Gabriel Díaz y Claudio de la Sablonara se interesaron en musicalizar estos poemas.
Durante una estancia en la Corte de Valladolid en 1603 se enemistó con Quevedo, a quien acusó de imitar su poesía satírica bajo pseudónimo, sea esto cierto o no. Sí parece que Quevedo escribió contra el mal gusto de las sátiras que el ingenio cordobés exhibía entonces contra la suciedad del río Esgueva que atravesaba la ciudad, habilitada como Corte y, por tanto, muy superpoblada. En 1609 regresó a Córdoba y empezó a intensificar la fuerza estética y el barroquismo de sus versos. Entre 1610 y 1611 escribió la Oda a la toma de Larache y en 1613 el Polifemo, un poema en octavas que parafrasea un pasaje mitológico de Las metamorfosis de Ovidio, tema que ya había sido tratado por su coterráneo Luis Carrillo y Sotomayor en su Fábula de Acis y Galatea; el mismo año divulgó en la Corte su poema más ambicioso, las incompletas Soledades. Este poema desató una gran polémica a causa de su oscuridad y afectación, y le creó una gran legión de seguidores, los llamados poetas culteranos (Salvador Jacinto Polo de Medina, fray Hortensio Félix Paravicino, Francisco de Trillo y Figueroa, Gabriel Bocángel, el conde de Villamediana, sor Juana Inés de la Cruz, Pedro Soto de Rojas, Miguel Colodrero de Villalobos, Anastasio Pantaleón de Ribera...), así como enemigos entre conceptistas como Francisco de Quevedo y clasicistas como Lope de Vega, Lupercio Leonardo de Argensola y Bartolomé Leonardo de Argensola.
Algunos de estos, sin embargo, llegaron con el tiempo a militar entre sus defensores, como Juan de Jáuregui. El caso es que su figura se revistió de aún mayor prestigio, hasta el punto de que Felipe III le nombró capellán real en 1617. Para desempeñar tal cargo, se trasladó a Madrid y vivió en la Corte hasta 1626, arruinándose para conseguir cargos y prebendas a casi todos sus familiares. Al año siguiente, en 1627, perdida la memoria por una grave enfermedad, marchó a Córdoba, donde murió de una apoplejía en medio de una extrema pobreza. Velázquez lo retrató en 1622 con frente amplia y despejada, y por los pleitos, los documentos y las sátiras de su gran enemigo, Francisco de Quevedo, se sabe que era jovial, sociable, hablador y amante del lujo y de entretenimientos como los naipes y la tauromaquia, hasta el punto de que se le llegó a reprochar frecuentemente lo poco que dignificaba los hábitos eclesiásticos. En la época fue tenido por maestro de la sátira, aunque no llegó a los extremos expresionistas de Quevedo ni a las negrísimas tintas de Juan de Tassis y Peralta, segundo conde de Villamediana, que fue amigo suyo y uno de sus mejores discípulos poéticos; siendo este tan difícil de contentar, le dedicó un gran elogio llamándolo rara avis in terra.
En sus poesías se solían distinguir dos períodos. En el tradicional hace uso de los metros cortos y temas ligeros. Para ello usaba décimas, romances, letrillas, etc. Este período duró hasta 1610, en que cambió para volverse culterano, haciendo uso de metáforas difíciles, muchas alusiones mitológicas, cultismos, hipérbatos, etc., pero Dámaso Alonso demostró que estas dificultades estaban ya presentes en su primera época y que la segunda es una intensificación de estos recursos realizada por motivos estéticos.
Sus restos se encuentran en la Mezquita-catedral de Córdoba.

## Obras

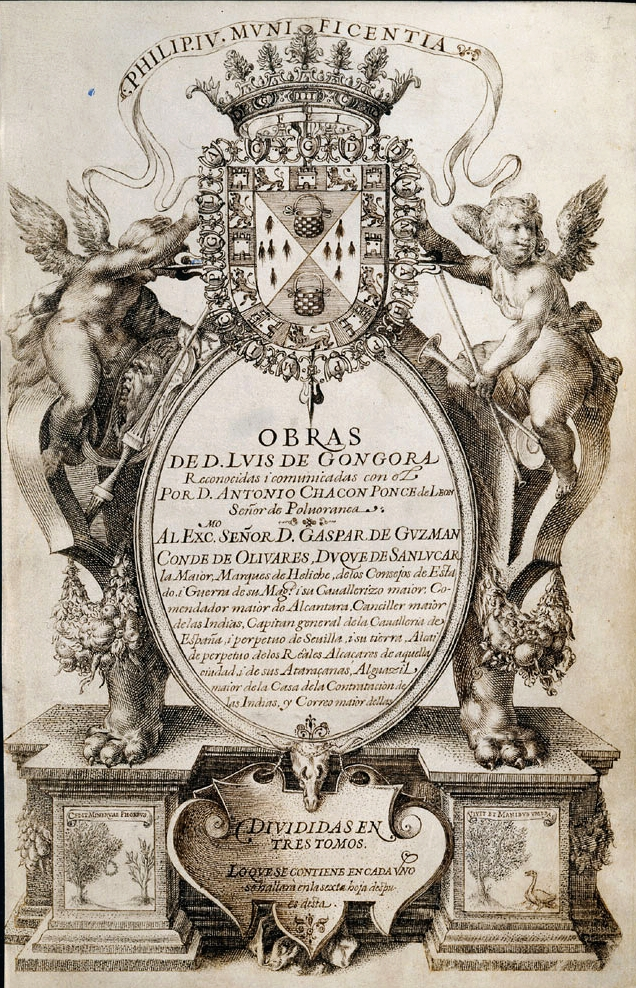
Portada del Manuscrito Chacón, que transmitió la obra poética de Luis de Góngora

Aunque Góngora no publicó sus obras (un intento suyo en 1623 no fructificó), estas pasaron de mano en mano en copias manuscritas que se coleccionaron y recopilaron en cancioneros, romanceros y antologías, publicados con su permiso o sin él. El manuscrito más autorizado es el llamado Manuscrito Chacón (copiado por Antonio Chacón, señor de Polvoranca, para el conde-duque de Olivares), ya que contiene aclaraciones del propio Góngora y la cronología de cada poema; pero este manuscrito, habida cuenta del alto personaje al que va destinado, prescinde de las obras satíricas y vulgares. El mismo año de su muerte Juan López Vicuña publicó ya unas Obras en verso del Homero español que se considera también muy fiable e importante en la fijación del corpus gongorino; sus atribuciones suelen ser certeras; aun así, fue recogida por la Inquisición y después superada por la de Gonzalo de Hoces en 1633. Por otra parte, las obras de Góngora, como anteriormente las de Juan de Mena y Garcilaso de la Vega, gozaron del honor de ser ampliamente glosadas y comentadas por personajes de la talla de Díaz de Rivas, Pellicer, Salcedo Coronel, Salazar Mardones, Pedro de Valencia y otros.
Aunque en sus obras iniciales ya encontramos el típico conceptismo del barroco, Góngora, cuyo talante era el de un esteta descontentadizo («el mayor fiscal de mis obras soy yo», solía decir), quedó inconforme y decidió intentar según sus propias palabras «hacer algo no para muchos» e intensificar aún más la retórica y la imitación de la poesía latina clásica introduciendo numerosos cultismos y una sintaxis basada en el hipérbaton y en la simetría; igualmente estuvo muy atento a la sonoridad del verso, que cuidaba como un auténtico músico de la palabra; era un gran pintor de los oídos y llenaba epicúreamente sus versos de matices sensoriales de color, sonido y tacto. Es más, mediante lo que Dámaso Alonso, uno de sus principales estudiosos, llamó elusiones y alusiones, convirtió cada uno de sus poemas últimos menores y mayores en un oscuro ejercicio para mentes despiertas y eruditas, como una especie de adivinanza o emblema intelectual que causa placer en su desciframiento. Es la estética barroca que se llamó en su honor gongorismo o, con palabra que ha hecho mejor fortuna y que tuvo en su origen un valor despectivo por su analogía con el vocablo luteranismo, culteranismo, ya que sus adversarios consideraban a los poetas culteranos unos auténticos herejes de la poesía.
La crítica, desde Marcelino Menéndez Pelayo, ha distinguido tradicionalmente dos épocas o dos maneras en la obra de Góngora: el «Príncipe de la Luz», que correspondería a su primera etapa como poeta, donde compone sencillos romances y letrillas alabados unánimemente hasta época Neoclásica, y el «Príncipe de las Tinieblas», en que a partir de 1610, en que compone la oda A la toma de Larache, se vuelve autor de poemas oscuros e ininteligibles. Hasta época romántica esta parte de su obra fue duramente criticada e incluso censurada por el mismo neoclásico Ignacio de Luzán. Esta teoría fue rebatida por Dámaso Alonso, quien demostró que la complicación y la oscuridad ya están presentes en su primera época y que como fruto de una natural evolución llegó a los osados extremos que tanto se le han reprochado. En romances como la Fábula de Píramo y Tisbe y en algunas letrillas aparecen juegos de palabras, alusiones, conceptos y una sintaxis latinizante, si bien estas dificultades aparecen enmascaradas por la brevedad de sus versos, su musicalidad y ritmo, y por el uso de formas y temas tradicionales.

### Poemas

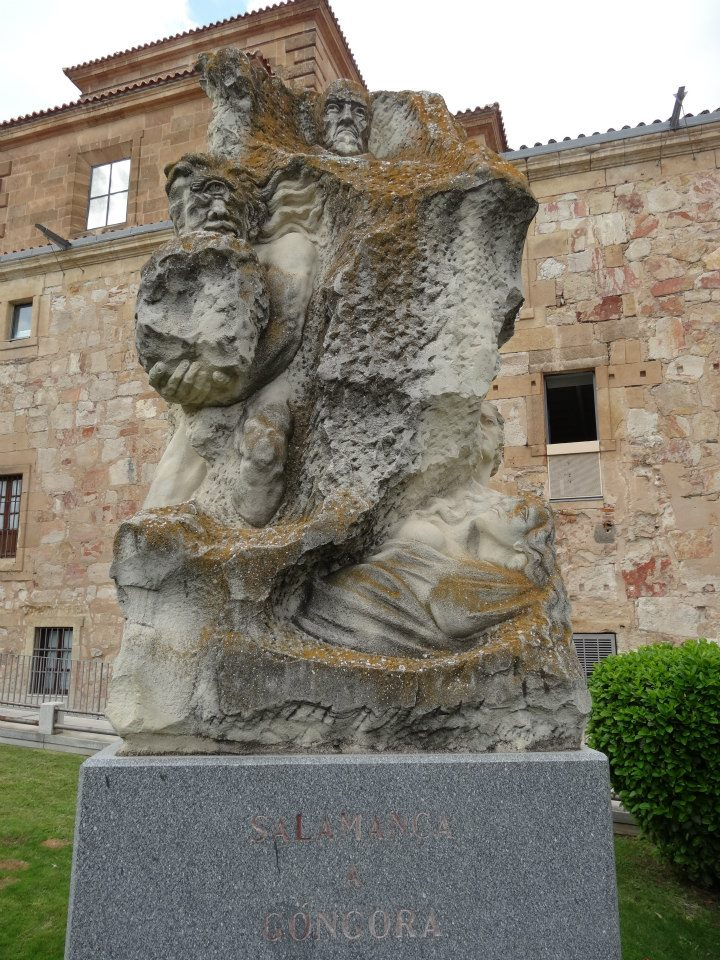
Monumento a Góngora, obra de Severiano Grande, en Salamanca, ciudad en cuya universidad estudió. Es un homenaje al poeta, la cara del escritor aparece inspirada en el cuadro que de él pintó Velázquez, junto a otros elementos como un águila que representa a Góngora. Debajo de estas figuras aparecen otras de la Fábula de Polifemo y Galatea, uno de los principales poemas de Góngora.

Se suele agrupar su poesía en dos bloques, poemas menores y mayores, correspondientes más o menos a las dos etapas poéticas sucesivas. En su juventud, Góngora compuso numerosos romances, de inspiración literaria, como el de Angélica y Medoro, de cautivos, de tema pícaro o de tono más personal y lírico, algunos de ellos de carácter autobiográfico en los que narra sus recuerdos infantiles o sus viajes:

En los pinares del Júcar / vi bailar a unas serranas, / al son del agua en las piedras / y al son del viento en las ramas.

También numerosas letrillas líricas, satíricas o religiosas y romances burlescos. 

Ándeme yo caliente / y ríase la gente. / Traten otros del gobierno / del mundo y sus monarquías, / mientras gobiernan mis días / mantequillas y pan tierno, / y, las mañanas de invierno, / naranjada y aguardiente, / y ríase la gente. / Coma en dorada vajilla / el príncipe mil cuidados, / como píldoras dorados, / que yo, en mi pobre mesilla, / quiero más una morcilla / que en el asador reviente, / y ríase la gente. / Cuando cubra las montañas / de blanca nieve el enero, / tenga yo lleno el brasero / de bellotas y castañas / y quien las dulces patrañas / del rey que rabió me cuente, / y ríase la gente. / Busque muy en hora buena / el mercader nuevos soles; / yo, conchas y caracoles / entre la menuda arena, / escuchando a Filomena / sobre el chopo de la fuente, / y ríase la gente. / Pase a media noche el mar, / y arda en amorosa llama / Leandro, por ver su dama, / que yo más quiero pasar / del golfo de mi lagar / la blanca o roja corriente, / y ríase la gente. / Pues Amor es tan crüel, / que de Píramo y su amada / hace tálamo una espada, / do se junten ella y él, / sea mi Tisbe un pastel, / y la espada sea mi diente, / y ríase la gente (L. de Góngora, 1581).

La gran mayoría son una constante acumulación de juegos conceptistas, equívocos, paronomasias, hipérboles y juegos de palabras típicamente barrocos. Entre ellos se sitúa el largo romance Fábula de Píramo y Tisbe (1618), complejísimo poema que fue el que costó más trabajo a su autor y tenía en más estima, y donde se intenta elevar la parodia, procedimiento típicamente barroco, a categoría tan artística como las demás, pero ya pertenece a su etapa última. La mayor parte de las letrillas están dirigidas, como en Quevedo, a escarnecer a las damas pedigüeñas y a atacar el deseo de riquezas. Merecen también su lugar las sátiras contra distintos escritores, especialmente Quevedo o Lope de Vega, género en que solo tuvo competidores en el mismo Francisco de Quevedo o el conde de Villamediana.
Junto a estos poemas, a lo largo de su vida, Góngora no dejó de escribir perfectos sonetos sobre todo tipo de temas (amorosos, satíricos, morales, filosóficos, religiosos, de circunstancias, polémicos, laudatorios, funerarios), auténticos objetos verbales autónomos por su intrínseca calidad estética y donde el poeta cordobés explora distintas posibilidades expresivas del estilo que está forjando o llega a presagiar obras venideras, como el famoso «Descaminado, enfermo, peregrino…», que preanuncia las Soledades.

Descaminado, enfermo, peregrino, / en tenebrosa noche, con pie incierto, / la confusión pisando del desierto, / voces en vano dio, pasos sin tino. / Repetido latir, si no vecino, / distinto oyó de can siempre despierto, / y en pastoral albergue mal cubierto / piedad halló, si no halló camino. / Salió el Sol y, entre armiños escondida, / soñolienta beldad con dulce saña / salteó al no bien sano pasajero. / Pagará el hospedaje con la vida; / más le valiera errar en la montaña / que morir de la suerte que yo muero. (L. de Góngora, De un caminante enfermo que se enamoró donde fue hospedado, 1594)

Entre los tópicos usuales (carpe diem, etc.) destacan, sin embargo, como de más trágica grandeza los consagrados a revelar los estragos de la vejez, la pobreza y el paso del tiempo por el poeta, que son los últimos: "Menos solicitó veloz saeta...", "En este occidental, en este, ¡Oh Licio!..." etc.

En este occidental, en este ¡oh Licio! / climatérico lustro de la vida, / todo mal afirmado pie es caída; / toda fácil caída es precipicio. / ¿Caduca el paso?, ilústrese el jüicio. / Desatándose va la tierra unida; / ¿qué prudencia, del polvo prevenida, / la rüina aguardó del edificio? / La piel, no sólo sierpe venenosa, / mas con la piel, los años se desnuda, / y el hombre no. ¡Ciego discurso humano! / ¡Oh aquel dichoso que la ponderosa / porción depuesta en una piedra muda, / la leve da al zafiro soberano! (L. de Góngora, Infiere, de los achaques de la vejez, cercano el fin a que católico se alienta, 1623)

Los poemas mayores fueron, sin embargo, los que ocasionaron la revolución culterana y el escándalo subsiguiente, ocasionado por la gran oscuridad de los versos de esta estética. Son la Fábula de Polifemo y Galatea (1612) y las incompletas e incomprendidas Soledades (la primera compuesta antes de mayo de 1613). El primero narra mediante la estrofa octava real un episodio mitológico de las Metamorfosis de Ovidio, el de los amores del cíclope Polifemo por la ninfa Galatea, que le rechaza. Al final, Acis, el enamorado de Galatea, queda convertido en río. Se ensaya ahí ya el complejo y difícil estilo culterano, lleno de simetrías, transposiciones, metáforas de metáforas o metáforas puras, hipérbaton, perífrasis, giros latinos, cultismos, alusiones y elusiones de términos, procurando sugerir más que nombrar y dilatando la forma de manera que el significado se desvanezca a medida que va siendo descifrado.

#### Soledades

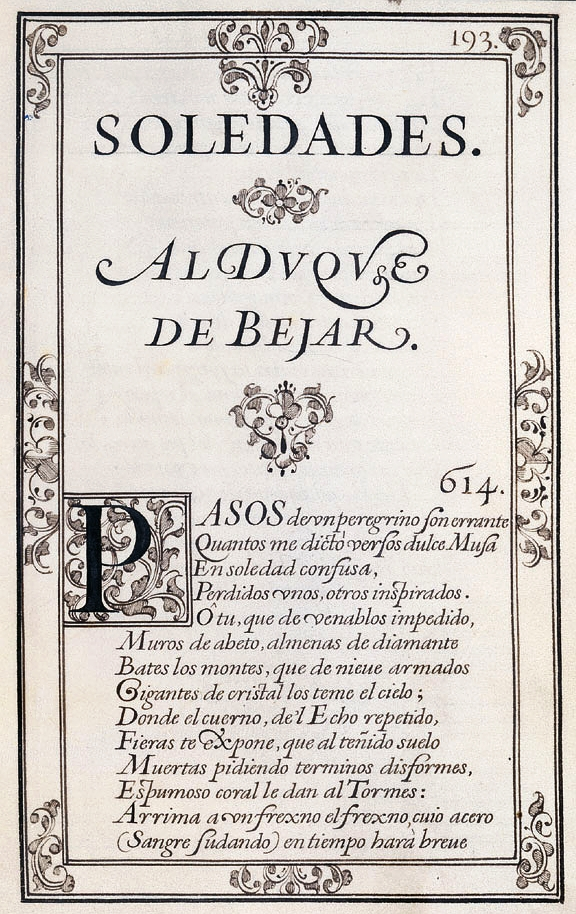
Página inicial de las Soledades (l. I, pág. 193) en el Manuscrito Chacón.

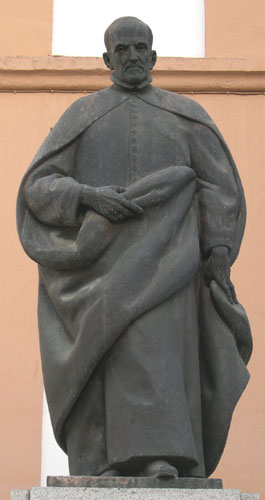
Monumento a Luis de Góngora en la Plaza de la Trinidad, Córdoba. Obra de Amadeo Ruiz Olmos.

Las Soledades iba a ser un poema en silvas, dividido en cuatro partes, correspondientes cada una alegóricamente a una edad de la vida humana y a una estación del año, y serían llamadas Soledad de los campos, Soledad de las riberas, Soledad de las selvas y Soledad del yermo. Pero Góngora solo compuso la dedicatoria al duque de Béjar y las dos primeras, aunque dejó inconclusa esta última, de la cual los últimos 43 versos fueron añadidos bastante tiempo después. La estrofa no era nueva, pero sí era la primera vez que se aplicaba a un poema tan extenso. Su forma, de carácter aestrófico, era la que daba más libertad al poeta, que de esta manera se acercaba cada vez más al verso libre y hacía progresar la lengua poética hasta extremos que solo alcanzarían los poetas del Parnasianismo y el Simbolismo francés en el siglo XIX.
Al principio figura una dedicatoria al duque de Béjar:

Pasos de un peregrino son, errante, / cuantos me dictó versos dulce Musa, / en soledad confusa, / perdidos unos, otros inspirados. / ¡Oh tú, que de venablos impedido, / muros de abeto, almenas de diamante, / bates los montes que, de nieve armados, / gigantes de cristal los teme el cielo, / donde el cuerno, del eco repetido, / fieras te expone que, al teñido suelo, / muertas, pidiendo términos disformes, / espumoso coral le dan al Tormes. / Arrima a un fresno el freno...

El argumento de la Soledad primera es bastante poco convencional, aunque se inspira en un episodio de la Odisea, el de Nausícaa: un náufrago joven llega a una costa y es recogido por unos cabreros. Pero este argumento es solo un pretexto para un auténtico frenesí descriptivo: el valor del poema es lírico más que narrativo, como señaló Dámaso Alonso, aunque estudios más recientes reivindican su relevancia narrativa. Góngora ofrece una naturaleza arcádica, donde todo es maravilloso y donde el hombre puede ser feliz, depurando estéticamente su visión, que sin embargo es rigurosamente materialista y epicúrea (intenta impresionar los sentidos del cuerpo, no solo el espíritu), para hacer desaparecer todo lo feo y desagradable. De esa manera, mediante la elusión, una perífrasis hace desaparecer una palabra fea y desagradable (la cecina se transforma en «purpúreos hilos de grana fina» y los manteles en «nieve hilada», por ejemplo).
Las Soledades causaron un gran escándalo por su atrevimiento estético y su oscuridad hiperculta, y a veces tras este debate está el disgusto ante la temática homosexual. Las atacaron Francisco de Quevedo, Lope de Vega, el conde de Salinas y Juan de Jáuregui (quien compuso un ponderado Antídoto contra las Soledades y un Ejemplar poético contra ellas, pero sin embargo acabó profesando la misma o muy semejante doctrina), entre otros muchos poetas, pero también contó con grandes defensores y seguidores, como Francisco Fernández de Córdoba, abad de Rute, el conde de Villamediana, Gabriel Bocángel, Miguel Colodrero de Villalobos, Agustín de Salazar y, más allá del Atlántico, Juan de Espinosa Medrano, Hernando Domínguez Camargo y sor Juana Inés de la Cruz. El influjo de Góngora se extendió todavía más en el tiempo, hasta el punto de que su paisano José de León y Mansilla compuso e imprimió una Soledad tercera en 1718 y Rafael Alberti ("Soledad tercera", en Cal y canto, 1927) y Federico García Lorca (Soledad insegura) escribieron dos más ya en el siglo XX. Con las Soledades, la lírica castellana se enriqueció con nuevos vocablos y nuevos y poderosos instrumentos expresivos, forjando una sintaxis más suelta y libre que hasta entonces.
Los poemas de Góngora merecieron los honores de ser comentados poco después de su muerte como clásicos contemporáneos como lo habían sido tiempo atrás los de Juan de Mena y Garcilaso de la Vega en el siglo XVI. Los comentaristas más importantes fueron José García de Salcedo Coronel, autor de una edición comentada en tres volúmenes (1629-1648), José Pellicer de Ossau, quien compuso unas Lecciones solemnes a las obras de don Luis de Gongora y Argote (1630) o Cristóbal de Salazar Mardones, autor de una Ilustración y defensa de la fábula de Piramo y Tisbe (Madrid, 1636). En el siglo XVIII y XIX, sin embargo, se reaccionó contra este barroquismo extremo, en un primer momento utilizando el estilo para temas bajos y burlescos, como hizo Agustín de Salazar, y poco después, en el siglo XVIII, relegando la segunda fase de la lírica gongorina y sus poemas mayores al olvido. Sin embargo, por obra de la Generación del 27 y en especial por su estudioso Dámaso Alonso, el poeta cordobés pasó a constituirse en un modelo admirado también por sus complejos poemas mayores. A tal extremo llegó la admiración que incluso se intentó la continuación del poema, con fortuna en el caso de Alberti (Soledad tercera).

### Teatro
Luis de Góngora compuso también tres piezas teatrales, Las firmezas de Isabela (1613), la Comedia venatoria y El doctor Carlino, esta última inacabada y refundida posteriormente por Antonio de Solís.

## Ediciones antiguas
- Obras en verso del Homero español, que recogio Iuan Lopez de Vicuña. Al Ilustrísimo y reverendísimo Señor don Antonio Zapata, Cardenal de la santa Iglesia de Roma, Inquisidor general en todos los Reynos de España, y del Consejo de Estado el Rey nuestro señor. Madrid: Viuda de Luis Sánchez, 1627. Dámaso Alonso hizo una edición de esta obra: Madrid: CSIC, 1963.
- Todas las obras de don Luis de Góngora en varios poemas recogidos por don Gonzalo de Hozes y Córdova, natural de la ciudad de Córdova, diigidas a don Francisco Antonio Fernández de Córdova, marqués de Guadalcázar, etc. Madrid: Imprenta del Reino, 1633 (dos ediciones en este mismo año, una con preliminares más reducidos y un soneto más). En 1634 hubo otras dos, también de la misma cuna editorial y compilador, madrileña la primera, contrahecha en Sevilla la segunda; la madrileña suprime varias decenas de poesías, seguramente por denuncia inquisitorial. Hubo otra hubo en 1644, también Madrid: Imprenta Real, y Sevilla: Nicolás Rodríguez, 1648; copia la segunda de Madrid, 1633. Otra más: Madrid, íd., 1654, y una contrahecha que la imita pero es de más o menos 1670. Otra importante de Todas las obras es Zaragoza, 1643.
- Obras. Primera parte y Segunda parte, Lisboa, Oficina de Paulo Craesbeck, 1646-1647. Sigue las ediciones madrileñas. Se reimprimió en 1667, con el añadido de «Canción a las Lusiadas de Camoēs, que traduxo de Portugués en castellano Luis de Gómez de Tapia».
- Obras, Bruselas: Francisco Foppens, 1659. Sigue un ejemplar de la edición madrileña expurgada de 1634, hasta que en un momento determinado se sustituye por otro íntegro.
- Delicias del Parnaso, en que se cifran todos los Romances Liricos, Amorosos, Burlescos, glosas, y decimas satiricas del regosijo [sic] de las musas el prodigioso don Luis de Gongora. Recogido todo de sus originales, y corregido de los errores con que estauan corruptos, Barcelona: 1634. Coedición realizada por Pedro Esquer y Pedro Lacavallería. Se hicieron dos emisiones, una para cada editor, e incluye romances, letrillas y décimas seleccionadas. Otra edición: Barcelona: Pedro Lacavallería, 1640. Otras tres de Zaragoza, 1640, ¿1640-1642?, 1643.
- El Polifemo, comentado por García de Salcedo Coronel, Madrid: 1629.
- Lecciones solemnes..., de José Pellicer de Salas, Madrid: 1630.
- Soledades y Polifemo, comentados por Salcedo Coronel, Madrid: 1636.
- Ilustración y defensa de la Fábula de Píramo y Tisbe, de Cristóbal Salazar Mardones, Madrid: 1636.
- Primera parte del segundo tomo de las obras de don Luis de Góngora, comentadas por Salcedo Coronel, Madrid: 1644.
- Segunda parte del segundo tomo de las obras de don Luis de Góngora, comentadas por Salcedo Coronel, Madrid: 1648.
- Apologético en favor de don Luis de Góngora, por Espinosa Medrano, Lima: 1662.
- Apologético en favor de don Luis de Góngora, por Espinosa Medrano, Lima: 1694.[16]

## Ediciones modernas
Existen varias ediciones modernas de la obra de Luis de Góngora; la primera fue, sin duda, la del hispanista francés Raymond Foulché Delbosc, de Obras poéticas de Góngora (1921); después siguieron las de Juan Millé Giménez y su hermana Isabel Millé Giménez, (1943) y las ediciones y estudios de Dámaso Alonso, (edición crítica de las Soledades, 1927; La lengua poética de Góngora, 1935; Estudios y ensayos gongorinos; Góngora y el Polifemo, 1960, tres vols.); Sonetos completos ed. de Biruté Ciplijauskaité (Madrid, Castalia, 1969); Romances ed. de Antonio Carreño (Madrid, Cátedra, 1982); Soledades ediciones de John R. Beverley (Madrid, Cátedra, 1980) y de Robert Jammes (Madrid, Castalia); Fábula de Polifemo y Galatea ed. de Alexander A. Parker (Madrid, Cátedra, 1983); Letrillas ed. de Robert Jammes (Madrid, Castalia, 1980); Canciones y otros poemas de arte mayor, ed. de José M.ª Micó (Madrid, Espasa Calpe, 1990), Romances, ed. de Antonio Carreira (Barcelona: Quaderns Crema, 1998) y Sonetos ed. de Juan Matas Caballero (Madrid, Cátedra, 2019).